# Нестюково
Нестюково — деревня в Пермском районе Пермского края. Входит в состав Двуреченского сельского поселения.

## География
Расположена к югу от Перми и к юго-западу от административного центра поселения, посёлка Ферма, на берегах малой реки Ветлан. К востоку от деревни проходит автомобильная дорога Пермь — Екатеринбург.

## Население
| 2010 | 2021  |
| ---- | ----- |
| 1077 | ↘1015 |

## Топографические карты
- Лист карты O-40-77 Юг. Масштаб: 1 : 100 000. Состояние местности на 1983 год. Издание 1985 г.